# 金城駅 (江原道)
金城駅（クムソンえき、금성역）は、現在の朝鮮民主主義人民共和国江原道金化郡中心部に存在した金剛山電気鉄道の駅（廃駅）である。

## 歴史
- 1925年12月20日：開業[1]。
- 1950年：朝鮮戦争により廃止。